# Cantón de Saint-Genix-sur-Guiers
El cantón de Saint-Genix-sur-Guiers (en francés canton de Saint-Genix-sur-Guiers) era una división administrativa francesa, que estaba situada en el departamento de Saboya y la región de Ródano-Alpes.

## Composición
El cantón estaba formado por diez comunas:
- Avressieux
- Champagneux
- Gerbaix
- Gresin
- Marcieux
- Novalaise
- Rochefort
- Sainte-Marie-d'Alvey
- Saint-Genix-sur-Guiers
- Saint-Maurice-de-Rotherens

## Supresión del cantón
En aplicación del decreto nº 2014-272 del 27 de febrero de 2014, el cantón de Saint-Genix-sur-Guiers fue suprimido el 1 de abril de 2015 y sus 10 comunas pasaron a formar parte del nuevo cantón del Bugey saboyano.